# Jimmy Urbain
Jimmy Urbain (parfois crédité James Urbain), né le 6 décembre 1943 à Paris, est un acteur français.

## Biographie
Il fut surtout employé au cinéma comme enfant acteur dans les années 1950 et fait ses débuts, à sept ans, dans On n'aime qu'une fois de Jean Stelli (1950).
De sa courte filmographie, on peut citer Chiens perdus sans collier de Jean Delannoy (1955) et son interprétation de Gavroche dans Les Misérables de Jean-Paul Le Chanois (1958).
Il apparaît parmi les élèves du pensionnat dans Les Diaboliques d'Henri-Georges Clouzot (1955).

## Filmographie
- 1950 : On n'aime qu'une fois de Jean Stelli
- 1951 : La Poison de Sacha Guitry : non crédité
- 1953 : La Loterie du bonheur de Jean Géhret
- 1953 : Lettre ouverte d'Alex Joffé
- 1954 : Leguignon guérisseur de Maurice Labro
- 1954 : La neige était sale de Luis Saslavsky
- 1955 : Les Diaboliques d'Henri-Georges Clouzot : un élève
- 1955 : Chiens perdus sans collier de Jean Delannoy : Alain Robert
- 1955 : Milord l'Arsouille d'André Haguet : Cri-Cri
- 1956 : Les Duraton d'André Berthomieu : Michel Lamendin
- 1956 : Ces sacrées vacances de Robert Vernay
- 1956 : Les carottes sont cuites de Robert Vernay : René, le chef des gosses
- 1957 : La Route joyeuse (The Happy Road) de Gene Kelly : un gosse
- 1957 : Fric-frac en dentelles de Guillaume Radot
- 1958 : Les Misérables de Jean-Paul Le Chanois : Gavroche
- 1958 : Le Piège de Charles Brabant : Michel, le pompiste
- 1958 : Les Jeux dangereux de Pierre Chenal : le mécano
- 1968 : Mayerling de Terence Young : Albrecht (dans le ballet)

## Théâtre
- 1957 : Bille en tête de Roland Laudenbach, mise en scène Jean-Jacques Varoujean, Théâtre de la Michodière